# فدراسیون بسکتبال بلغارستان
فدراسیون بسکتبال بلغارستان (بلغاری: Българска федерация по баскетбол) نهاد اداره کننده ورزش بسکتبال در کشور بلغارستان است. این فدراسیون که در سال ۱۹۳۵ تاسیس شده مقر آن در شهر صوفیه قرار دارد.